# Karl Gebhardt
Karl Franz Gebhardt (Haag in Oberbayern, 23 november 1897 - Landsberg am Lech, 2 juni 1948) was een Duitse chirurg en de lijfarts van de Reichsführer-SS Heinrich Himmler en de Führer. Hij was SS-Gruppenführer (generaal-majoor) en Generalleutnant in de Waffen-SS tijdens de Tweede Wereldoorlog.

## Jeugd, opleiding, loopbaan
Gebhardt stamde uit een te Landshut gevestigde geneesherenfamilie. Zijn vader was van 1912 tot 1916 huisarts van de ouders van Heinrich Himmler. Hij studeerde van 1919 tot 1924 geneeskunde in München. In 1935 werd hij huisarts van Himmler. Hij werd toen ook 'Verbindungsmann' tussen de Reichssportführer en Himmler. Nog in 1935 werd hij SS-Sturmbannführer in de Algemene-SS (zonder commando over een eenheid). In 1937 werd hij in Berlijn benoemd tot professor voor orthopedische chirurgie.
Onder zijn patiënten telde hij o.a. de Belgische koning Leopold III; twee van diens kinderen: prins Boudewijn (de latere koning) en prinses Joséphine (de latere echtgenote van groothertog Jan van Luxemburg); de echtgenote van de koninklijke commissaris voor administratieve hervorming, Camu; en graaf G. de Grunne, grootmeester van het huis van koningin Elisabeth (de moeder van Leopold III). De meeste patiënten gingen ter behandeling naar Duitsland, maar van 1937 af kwam Gebhardt zelf herhaaldelijk naar Brussel. Op 10 en 11 juni 1939 en begin juli 1939 verbleef hij te Brussel, waar hij telkenmale politieke gesprekken had met koningin Elisabeth. Hij nam de leiding op zich van het tuberculosesanatorium in Hohenlychen, gemeente Lychen, in Brandenburg, dat hij eerst liet ombouwen tot orthopedische kliniek en vervolgens, tijdens de Tweede Wereldoorlog, tot ziekenhuis van de Waffen-SS. In de laatste dagen van de Tweede Wereldoorlog gaf Gebhardt zich uit als president van het Duitse Rode Kruis (DRK), maar dit bleek later niet te kloppen.
Karl Gebhardt was een jeugdvriend van Heinrich Himmler en lid van het Freikorps Oberland, waartoe ook Himmler en SS-Oberstgruppenführer Sepp Dietrich behoorden. Hij nam ook deel aan Hitlers mislukte poging tot een staatsgreep in München op 9 november 1923, maar werd pas op 1 mei 1933 lid van de NSDAP. Twee jaar daarna trad hij toe tot de SS.

## Oorlogsmisdaden tijdens de Tweede Wereldoorlog
Gebhardt voerde in verschillende concentratiekampen experimenten uit op gevangenen, met name in het concentratiekamp Ravensbrück, in de buurt van Hohenlychen, en in Auschwitz. Karl Gebhardt groeide in zijn functie als Heinrich Himmlers lijfarts uit tot een van de belangrijkste SS-artsen. Hij begeleidde Himmler tijdens diens vlucht en werd op 21 of 22 mei 1945 in Bremervörde gearresteerd.

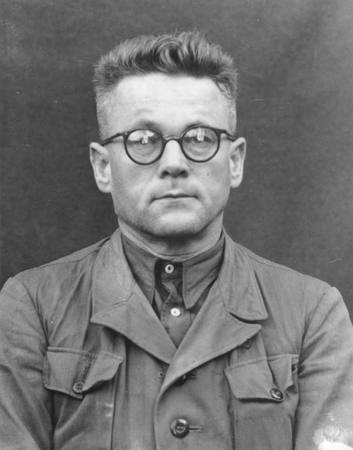
Karl Gebhardt tijdens de Neurenbergse processen tegen naziartsen

Op 9 december 1946 begonnen de Neurenberger processen tegen de naziartsen, waarbij Gebhardt werd aangeklaagd wegens dodelijke sulfonamide-experimenten op vrouwelijke concentratiekampbewoners en misdadige chirurgische ingrepen. Gebhardt werd op 20 augustus 1947 voor oorlogsmisdaden en misdaden tegen de menselijkheid ter dood veroordeeld en op 2 juni 1948 op vijftigjarige leeftijd opgehangen.

## Carrière
Gebhardt bekleedde verschillende rangen in zowel de Allgemeine-SS als Waffen-SS. De volgende tabel laat zien dat de bevorderingen niet synchroon liepen.
| Datum                                                | Beiers leger       | Allgemeine-SS          | Heer                    | Waffen-SS                            | Duitse Rode Kruis      |
| ---------------------------------------------------- | ------------------ | ---------------------- | ----------------------- | ------------------------------------ | ---------------------- |
| 1 maart 1916                                         | Kriegsfreiwilliger | —                      | —                       | —                                    | —                      |
| 1 maart 1920                                         | Leutnant a.D.      | —                      | —                       | —                                    | —                      |
| 29 juli 1934                                         | —                  | SS-Untersturmführer    | —                       | —                                    | —                      |
| 1 januari 1935                                       | —                  | SS-Obersturmführer     | —                       | —                                    | —                      |
| 20 april 1935                                        | —                  | SS-Sturmbannführer     | —                       | —                                    | —                      |
| 15 september 1935 (directe bevordering door Himmler) | —                  | SS-Obersturmbannführer | —                       | —                                    | —                      |
| 9 november 1936                                      | —                  | SS-Standartenführer    | —                       | —                                    | —                      |
| 20 april 1938                                        | —                  | SS-Oberführer          | —                       | —                                    | —                      |
| 5 september 1938                                     | —                  | —                      | —                       | —                                    | DKR-Generalführer      |
| 15 april 1940                                        | —                  | —                      | —                       | SS-Oberführer der der Reserve (W-SS) | —                      |
| 15 mei 1940                                          | —                  | —                      | —                       | SS-Oberführer der Reserve (W-SS)     | —                      |
| 1 oktober 1940                                       | —                  | SS-Brigadeführer       | —                       | Generalmajor in de Waffen-SS         | —                      |
| 30 januari 1943                                      | —                  | SS-Gruppenführer       | —                       | Generalleutnant in de Waffen-SS      | —                      |
| 1 maart 1943                                         | —                  | —                      | Generalarzt der Reserve | —                                    | —                      |
|                                                      | —                  | —                      | —                       | —                                    | DKR-Generalhauptführer |

## Lidmaatschapsnummers
- NSDAP-nr.: 1 723 317 (lid geworden op 1 mei 1933[3][4][5])
- SS-nr.: 265 894 (lid geworden op 1 mei 1933[3][4][5])

## Decoraties
Selectie:
- Herhalingsgesp bij IJzeren Kruis 1939, 1e Klasse (1942 beide klassen[5][8]) en 2e Klasse[2][15]
- IJzeren Kruis 1914, 1e Klasse[8] (30 april 1918[5]) en 2e Klasse[8] (27 juni 1915[5])
- Ridderkruis van het Kruis voor Oorlogsverdienste met Zwaarden[2][15] op 16 mei 1944 als SS-Gruppenführer en Generalleutnant in de Waffen-SS en Oberster Kliniker/Reichartz SS u. Polizei[5][8]
- Duits Kruis in zilver op 20 april 1944[15] op 20 april 1944 als SS-Gruppenführer en Generalleutnant in de Waffen-SS en Oberster Kliniker/Reichartz SS u. Polizei[5][8]